# حطام صخري

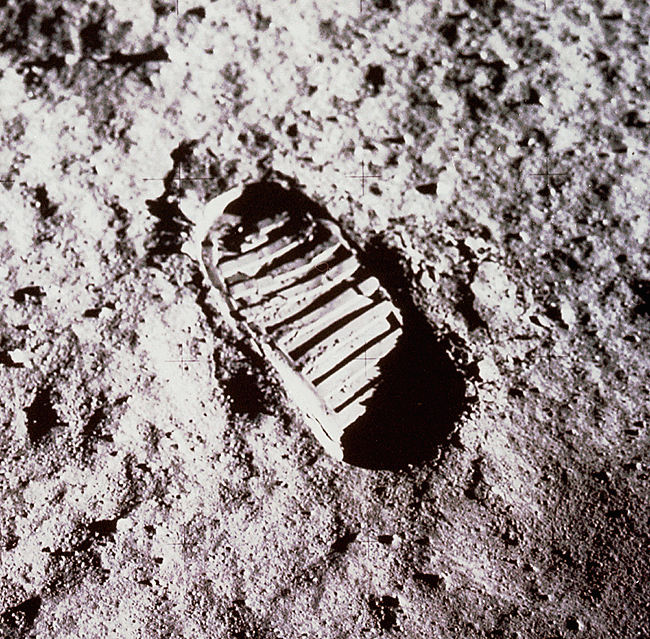

الريغولث أو الحطام الصخري وهي طبقة غير متجانسة تغطي الصخور وتتألف من الغبار و التراب والصخور المتكسرة ووتواجد هذه الطبقة على الأرض والقمر والكويكبات وبعض الكواكب. كلمة ريغولث مشتقة من اليونانية ومؤلفة من كلمتين بمعنى بطانة صخرية.

## تواجدها على الأرض
- في التربة
- في الطمي أو أي تربة متحركة
- الرمادي البركاني والصهارة